# Shaq Fu
Shaq Fu è un picchiaduro in 2D pubblicato per le piattaforme Sega Mega Drive e Super Nintendo, il 28 ottobre 1994. Venne poi sviluppato anche per Amiga, Game Gear e Game Boy nel 1995. Il gioco venne pubblicato dalla Electronic Arts e sviluppato dall'ex Delphine Software. Comprende il giocatore ex professionista di basket Shaquille O'Neal (noto anche come Shaq) come personaggio giocabile.

## Trama
Nella trama del gioco, Shaquille O'Neal si aggira in un dojo di Kung Fu mentre viene a conoscenza di una partita di basket di beneficenza a Tokyo in Giappone. Dopo aver parlato con un maestro di kung fu, si imbatte in un'altra dimensione, dove deve salvare un ragazzo di nome Nezu dalla diabolica mummia di Set - Ra.

## Versioni
La versione Sega Mega Drive di Shaq Fu comprendeva altri cinque personaggi giocabili (Auroch, Colonel, Diesel, Leotsu e Nezu) e tre nuovi luoghi (The Lab, The Wasteland e Yasko Mines) rispetto a quella Super NES, e pertanto aveva una modalità di gioco più lunga. Lo stadio Gate Nord/Sud era accessibile nella versione SNES, con un cheat code, mentre in quella Mega Drive lo aveva disponibile fin dall'inizio. La versione Amiga era identica alla Mega Drive ma gli sfondi non erano animati. Inoltre aveva solo tre canzoni e non c'era musica durante i combattimenti.
La versione per Game Boy aveva gli stessi sette personaggi della versione Super NES, mentre la versione Game Gear ne aveva solo sei. Sia la versione Game Boy che Game Gear non avevano una modalità torneo e le voci dei personaggi. A causa dello schermo monocromatico del Game Boy, questa versione del gioco non era a colori.